# El Calvario (Caracas)
El Parque Ezequiel Zamora también conocido a lo largo de su historia como Paseo Guzmán Blanco - Paseo Independencia - Parque El Calvario - El Calvario, es un espacio público de Caracas, Venezuela ubicado en el casco central de esa ciudad al oeste de la Reurbanización El Silencio, entre las parroquias Catedral y San Juan del Municipio Libertador. Tiene una extensión de 17 hectáreas que ocupan áreas verdes, jardinerías, monumentos y plazas.

## Historia
Su construcción fue ordenada por el presidente Antonio Guzmán Blanco a unos paisajistas franceses para crear un jardín botánico y paseo en la colina de El Calvario, la obra fue inaugurada en 1873 con el nombre de Paseo Guzmán Blanco. Los jardines emplazados en grandes terrazas fueron realizados por Luciano Urdaneta y Eleazar Urdaneta, el paseo contaba además con una capilla y una estatua de Guzmán Blanco, llamada popularmente "El Manganzón" que fue derribada luego que este saliera del poder.
En 1884 asume el gobierno Joaquín Crespo, quien se empeña en hacer ciertas ampliaciones al paseo, además del cambio de nombre a Paseo Independencia. En ese mismo año se incluyó otro templo, la Capilla de Nuestra Señora de Lourdes, de estilo arquitectónico gótico. Luego otros presidentes venezolanos se interesaron en la expansión del parque, en 1895 se inauguró el Arco de la Federación en conmemoración de la Guerra Federal. Los encargados de la obra fueron realizados por Alejandro Chataing y Evaristo Padillo. En 1898 se construye el monumento a Cristóbal Colón, que además de la estatua también le incorporaba unas escaleras llamadas Graderías de Colón, hoy conocidas como las escalinatas de El Calvario
En el Parque El Calvario se encuentran bustos y estatuas de José Joaquín de Olmedo, José Francisco Bermúdez, Simón Rodríguez, Teresa Carreño, Simón Bolívar (donada por la comunidad libanesa por el primer centenario de la declaración de independencia, tal como se indica en su placa), Agustín Codazzi, Ezequiel Zamora y Pedro Elías Gutiérrez, entre otros. Dentro del parque hay seis plazas, Ezequiel Zamora,  Simón Bolívar, Agustín Codazzi, Cervantes, Teresa Carreño y La Estrella además de El Gazebo y El Parnaso.
Cabe destacar, que en las inmediaciones se encuentra el Observatorio Cajigal, el más importante observatorio astronómico y meteorológico de Venezuela, inaugurado el 18 de septiembre de 1888 por el presidente de la República Juan Pablo Rojas Paúl, en honor al gran matemático Juan Manuel Cajigal.
En los años 1940 fue inaugurado el Museo Ornitológico de Caracas en la parte norte del parque, el cual actualmente no se encuentra en este lugar, en su sede se encuentra funcionando la Sala de Lectura Paula Correo y un local de Café Venezuela.

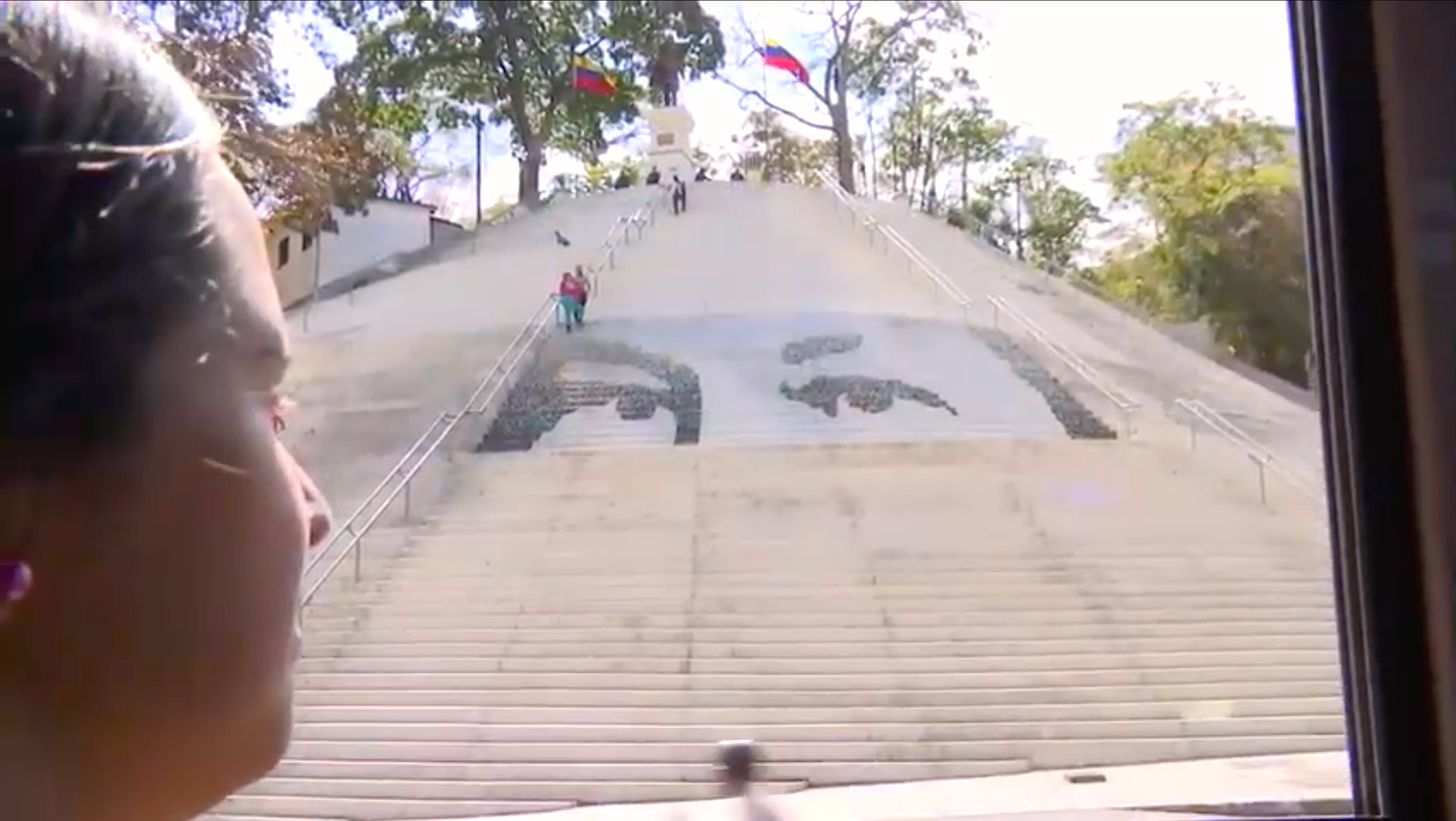
Ojos de Hugo Chávez en las escaleras del Calvario

En 1993 es declarado Patrimonio Histórico, Artístico, Arquitectónico y Ambiental. A mediados de 2003 sucedió un hecho inédito en la historia política venezolana, cuando más de la mitad de los miembros de la Asamblea Nacional de Venezuela (todos los del bloque oficialista) deciden sesionar fuera del Palacio Federal Legislativo y lo hacen en el parque El Calvario.

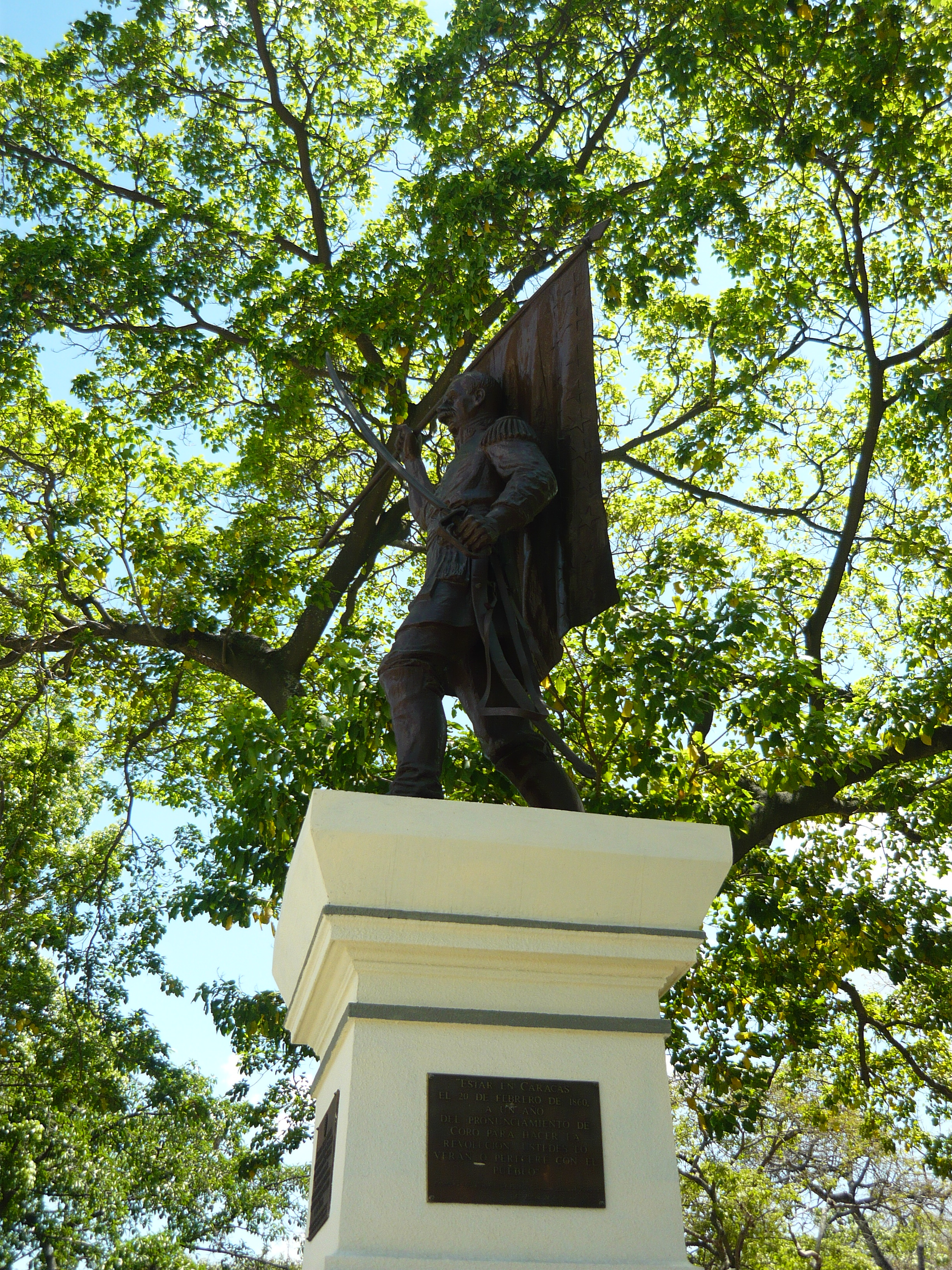
Monumento a Ezequiel Zamora

En 2009 la Alcaldía de Libertador anuncia el plan de rehabilitación integral del parque El Calvario, el cual culminó luego de un año, el plan incluyó la restauración de toda la jardinería, el mobiliario urbano del parque, la construcción de una biblioteca, pero también removió la estatua de Cristóbal Colón y las farolas originales del parque, pese a estar protegidos por el Instituto de Patrimonio Cultural en la página 112 del Catálogo de Patrimonio del Municipio Libertador. También se cambió la tonalidad original del Arco de la Federación que había sido blanco a un color beige, y la entrada del túnel El Calvario (que conduce a la parroquia 23 de Enero) a un color morado claro.
El 20 de febrero de 2010 por disposición del presidente venezolano Hugo Chávez se decide cambiar el nombre del espacio a Parque Ezequiel Zamora, en honor al líder de la Guerra Federal.

## Dependencias patrimoniales del parque
- Arco de la Federación

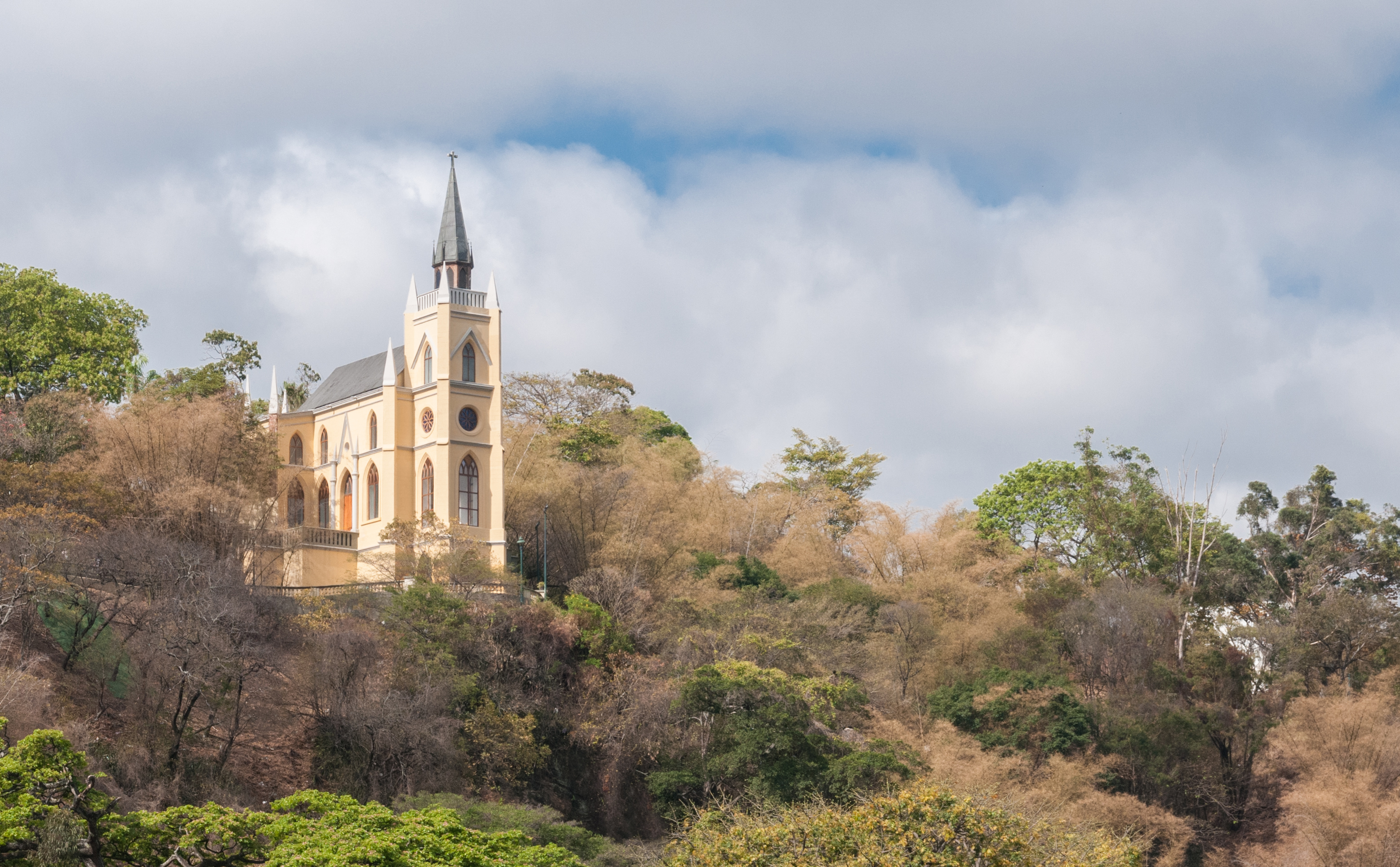
Capilla de Lourdes

- Bustos y estatuas de Ezequiel Zamora, Diego de Losada, José Francisco Bermúdez, Simón Rodríguez, Teresa Carreño, Simón Bolívar, Agustín Codazzi, Miguel de Cervantes, Pedro Elías Gutiérrez y La Mujer del Calvario
- El Parnaso
- La Capilla de Lourdes
- Plaza La Estrella
- Las Escalinatas
- Plaza Bolívar de El Calvario
- Plaza Miguel de Cervantes
- Plaza Teresa Carreño
- Plaza Agustín Codazzi
- Túnel Santa Inés
- Biblioteca Zamorana
- Cafetín

## Esculturas y ambientes del Parque Ezequiel Zamora

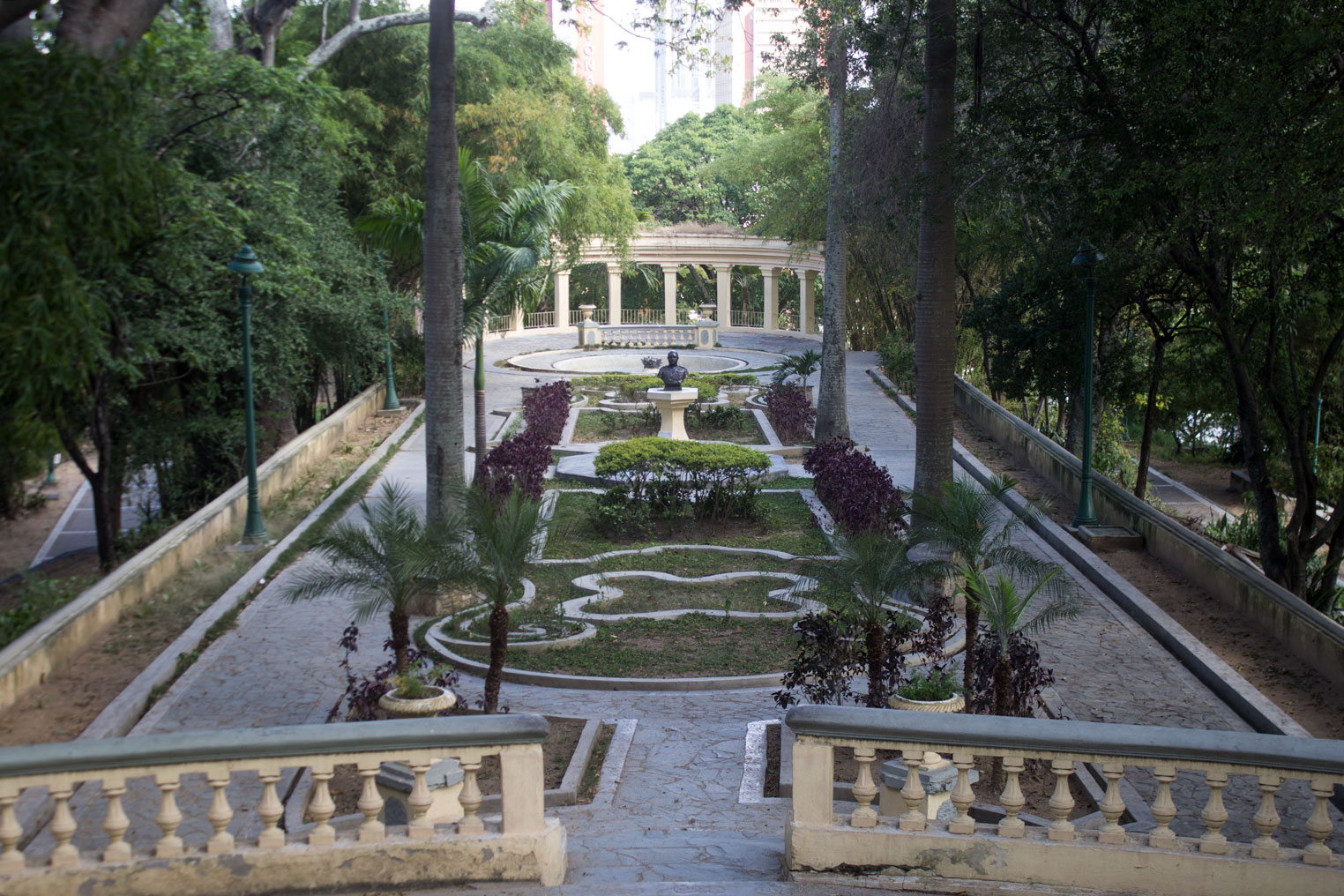
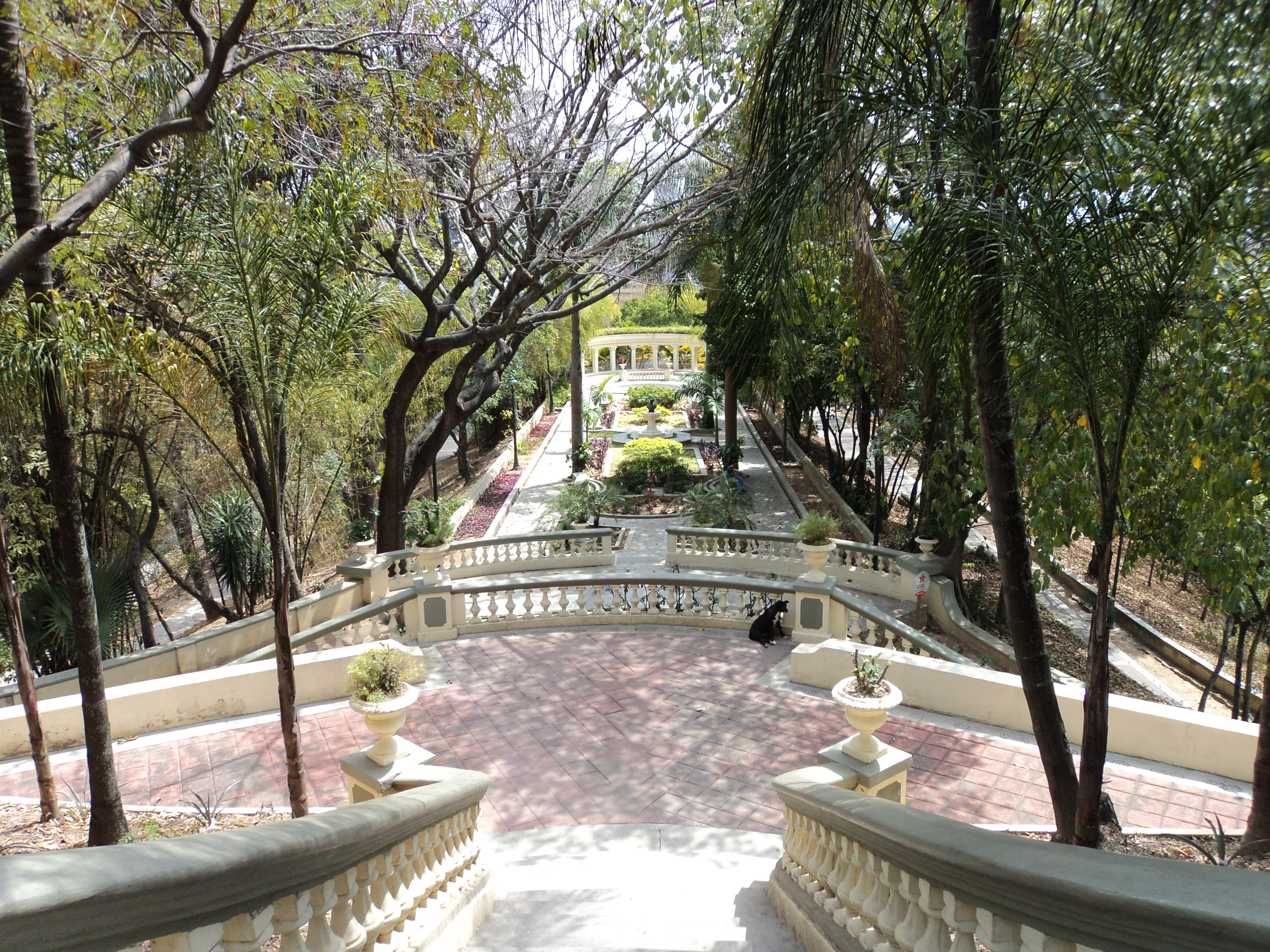
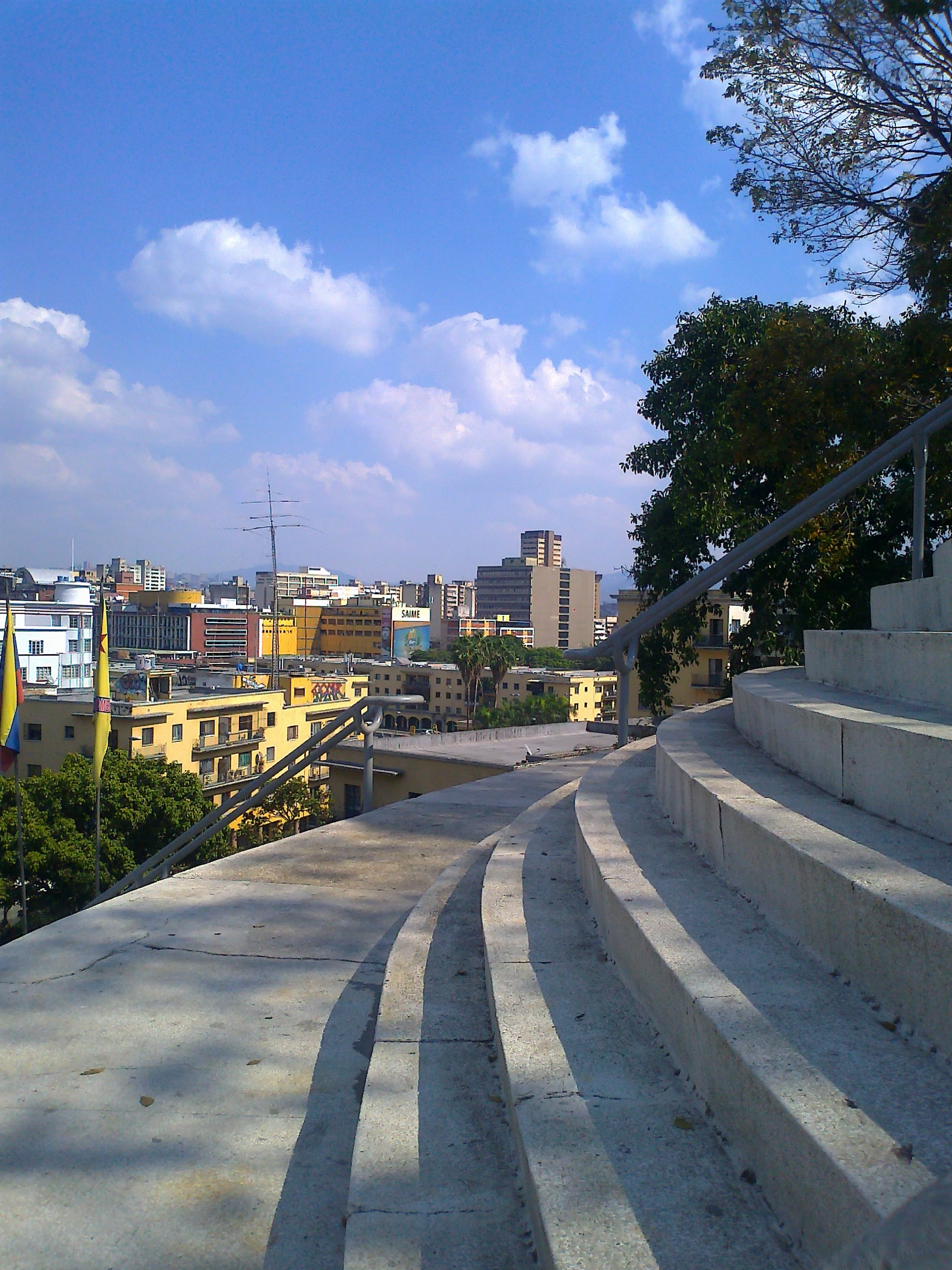
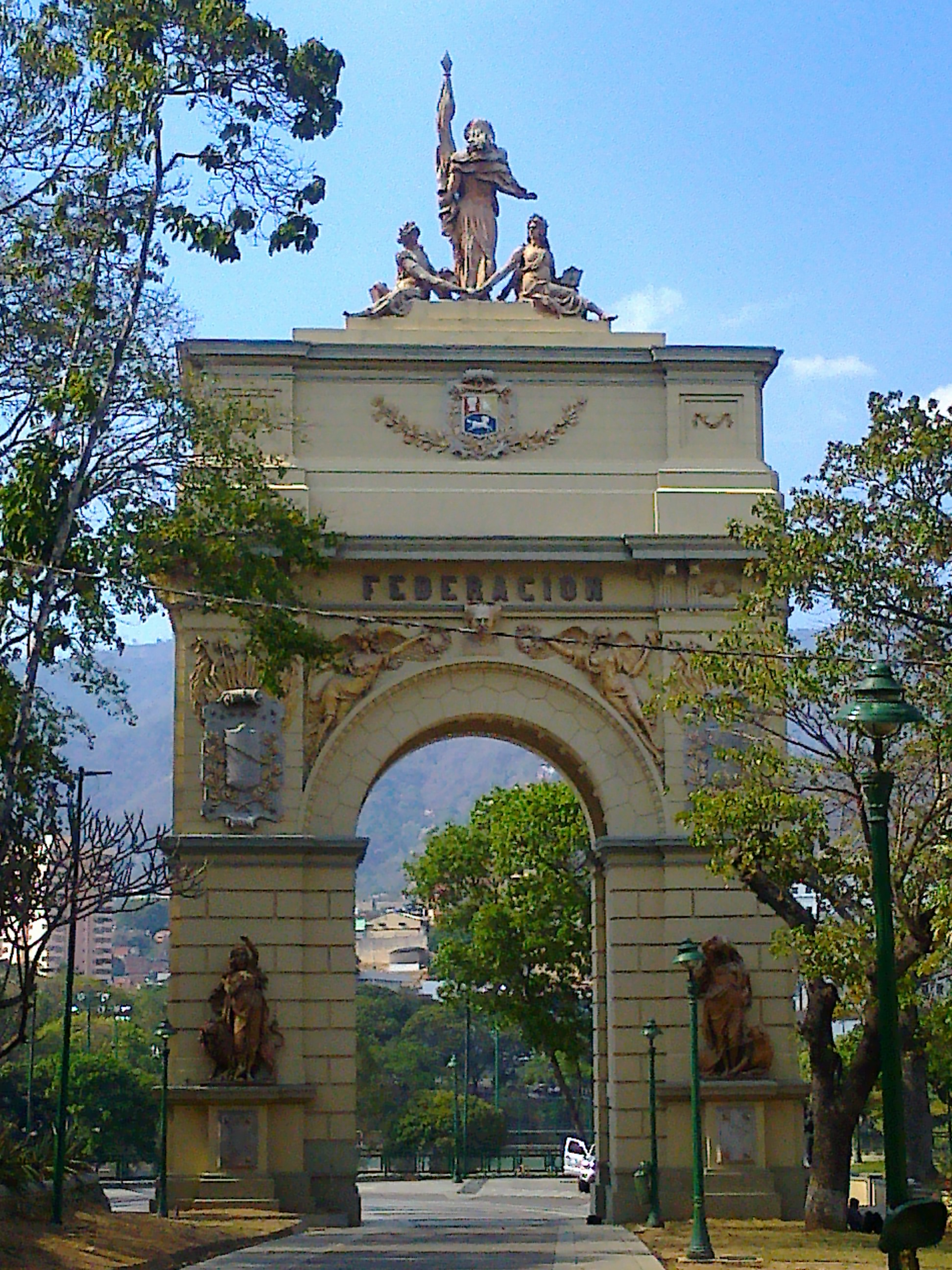
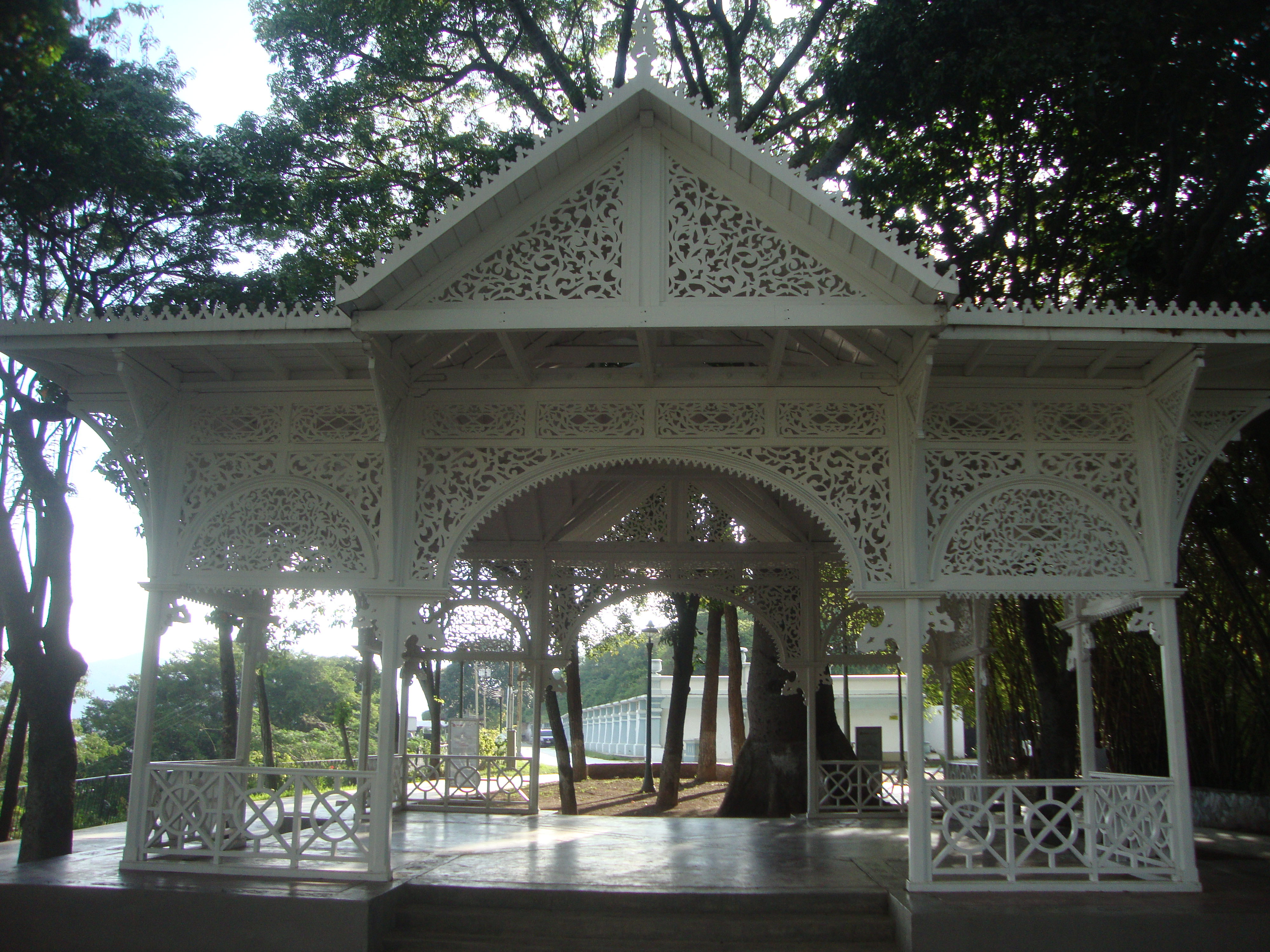
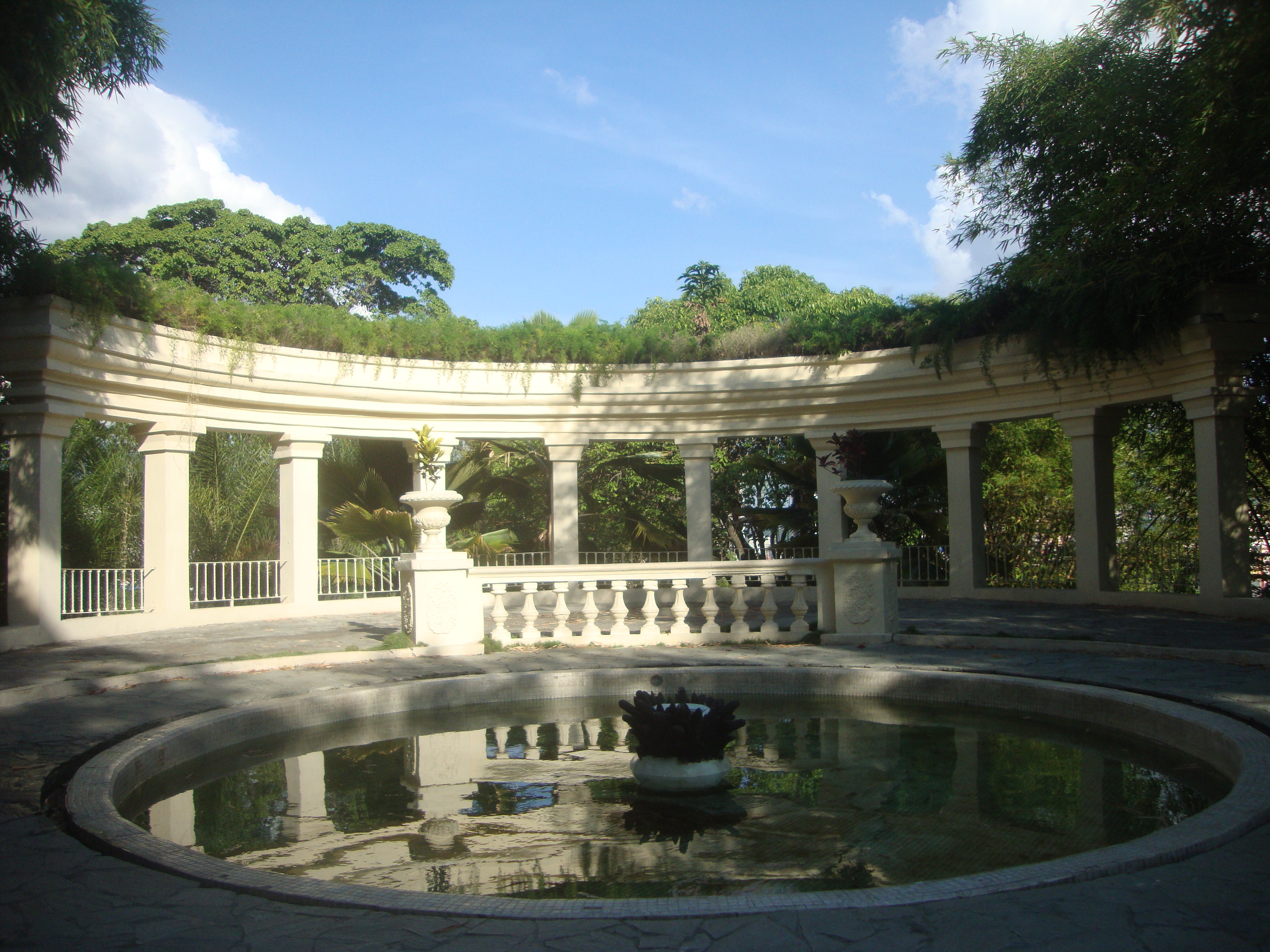
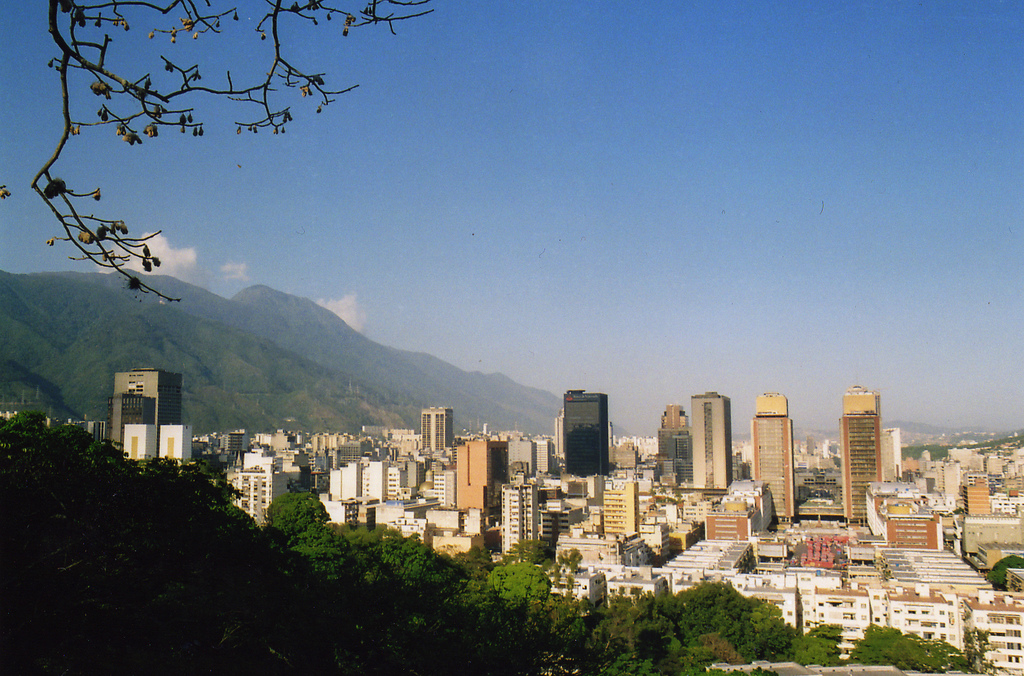
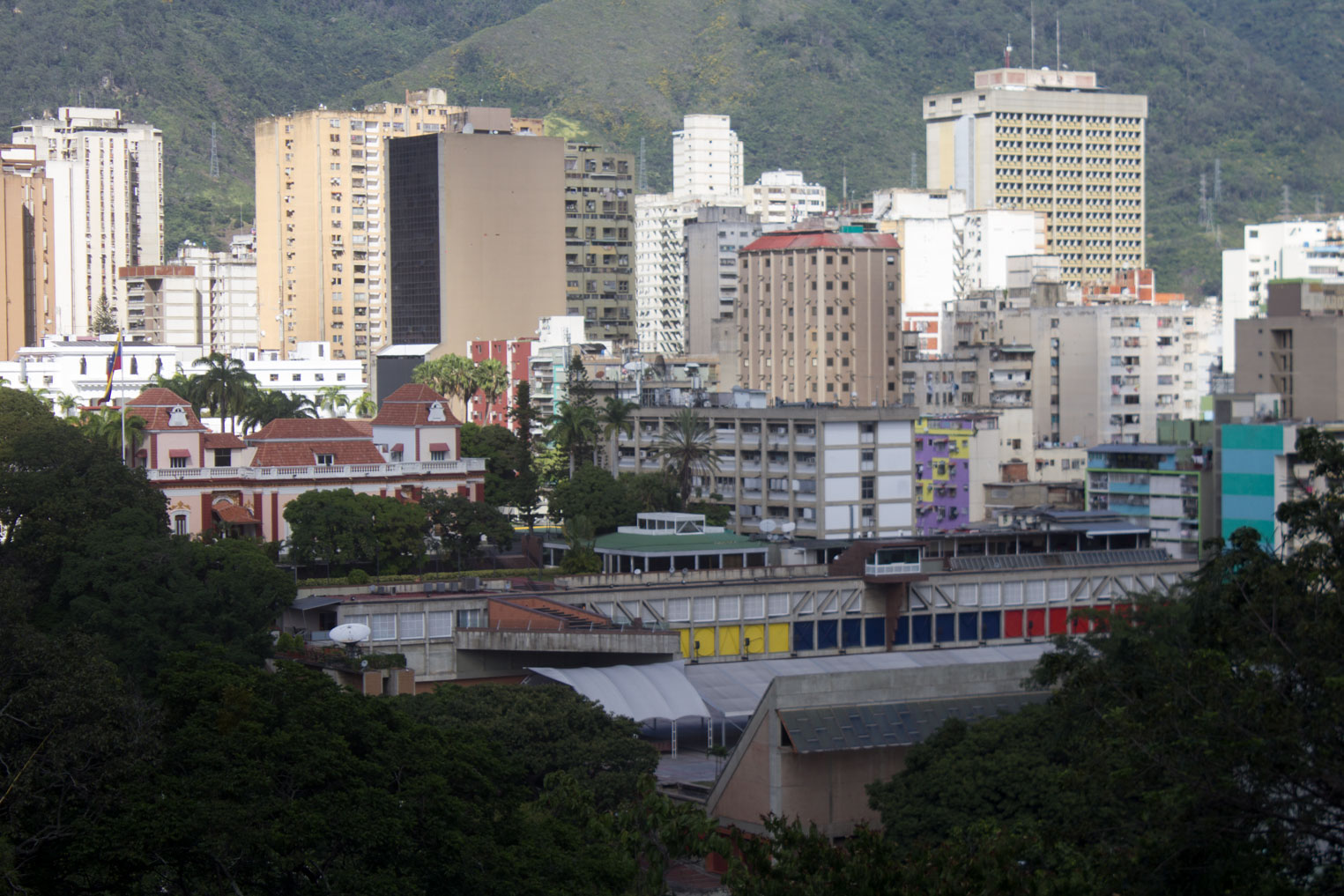
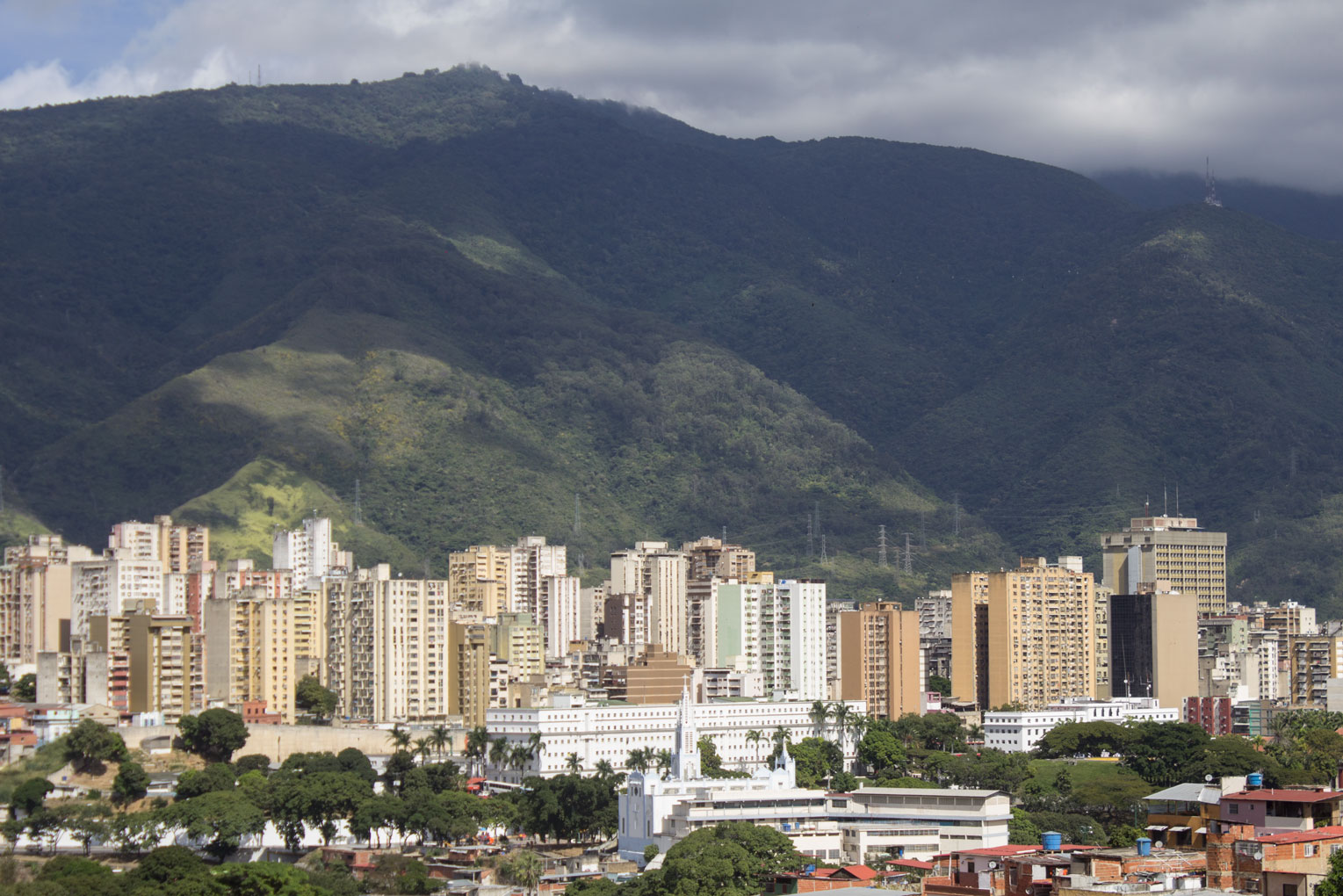
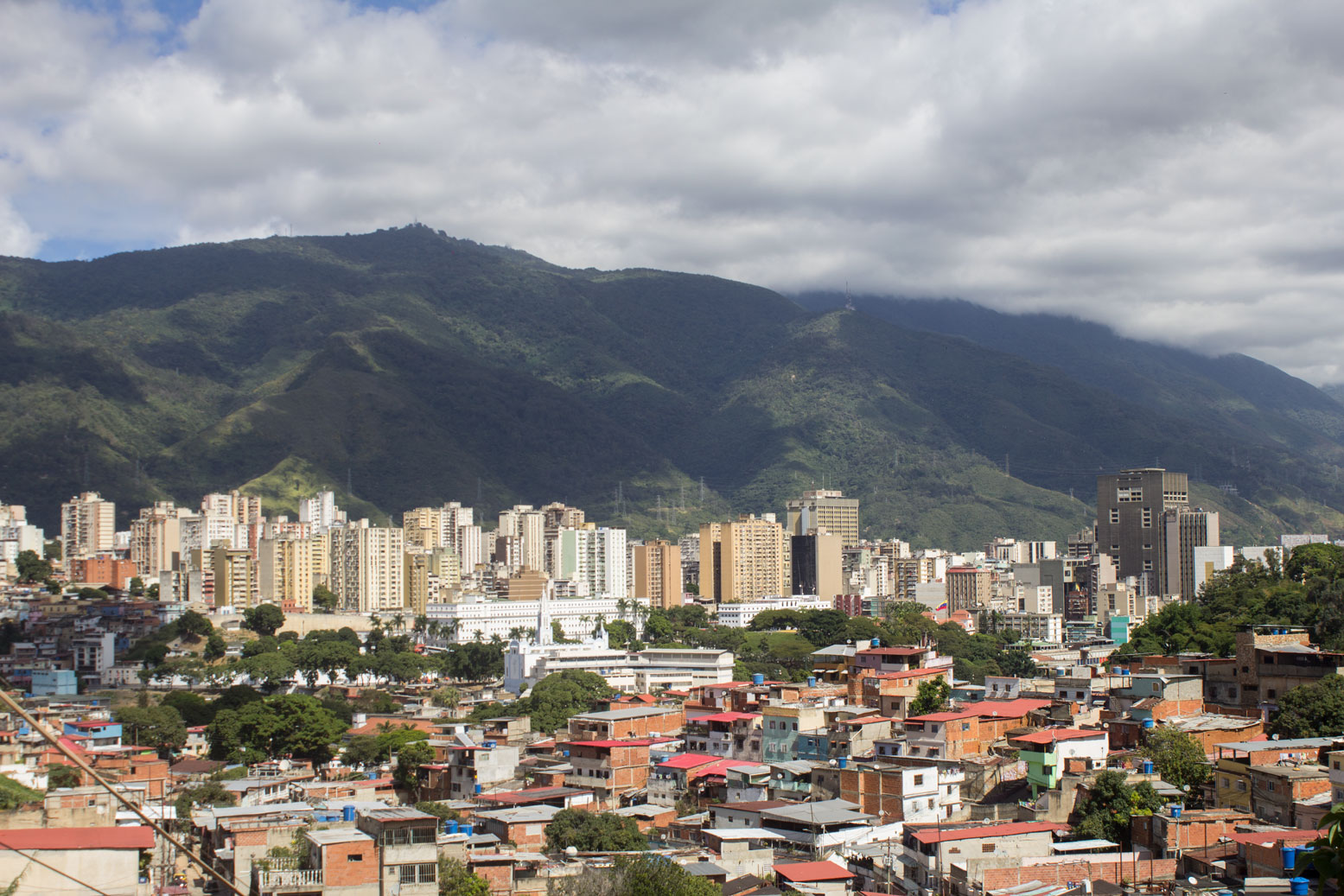

## Véase también

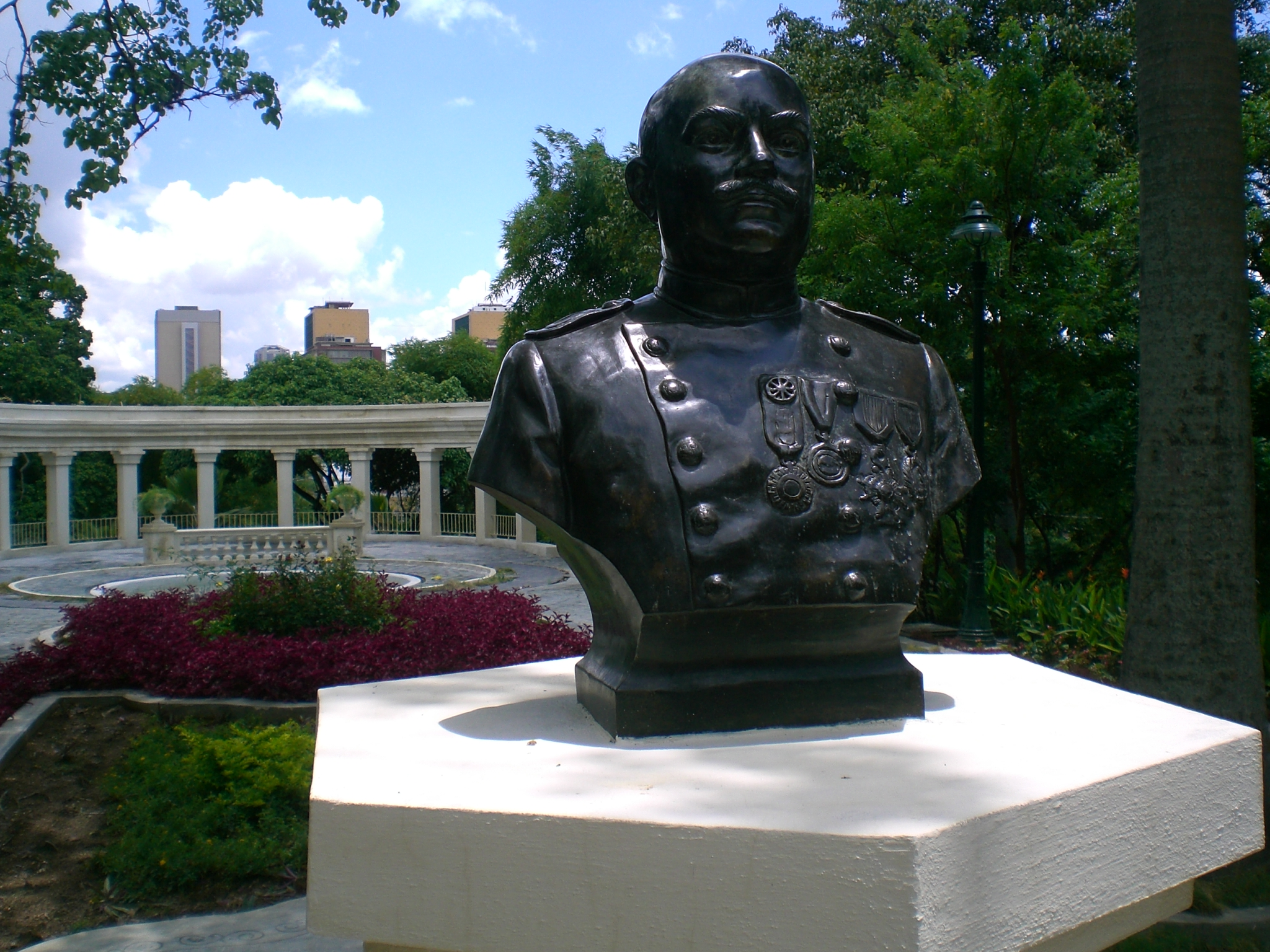
Pedro Elías Gutiérrez